# Famille Berliet
Pour les articles homonymes, voir Berliet (homonymie).
La famille Berliet est une famille lyonnaise d'industriels de l'automobile, issue de Marius Berliet (1866-1949). Elle est à l'origine des automobiles Berliet.
Elle ne doit pas être confondue avec la famille Berliet, de la noblesse savoyarde. 

## Histoire
La famille de Marius Berliet appartient à la Petite Église – la fraction des catholiques qui n’a pas accepté les termes du Concordat de 1801,,.
La famille serait originaire du Nord Dauphiné où de nombreuses générations ont travaillé comme laboureur.
Après la Libération, le 8 juin 1946, Marius Berliet est condamné à 2 ans de prison, transformés en assignation à résidence et Paul Berliet aux travaux forcés. Tous leurs biens sont confisqués, ils sont interdits de séjour dans les régions parisienne et lyonnaise et sont condamnés à la « dégradation nationale à vie. ». Trois ans plus tard, en 1949, quelques mois après le décès de Marius, le Conseil d’Etat réhabilite sa famille et lui rend ses usines. Son fils, Paul Berliet, reprend la direction de l’entreprise. 

## Filiation
- Jehan Berliet (? - 1676)
  - Jean Berliet (1666 - 1699)
    - Jacques Berliet (1690 - 1769)
      - Jacques Berliet (1734 - 1780)
        - Benoit Berliet (1770 - 1849)
          - Joseph Louis Berliet (1807 - 1857), tulliste
            - Joseph Marie Berliet (1831 - 1899), commis négociant
              - Marius Berliet (1866-1949) épouse Louise Saunière (1881-1973)[4],[5].
              - Paul Berliet (1918-2012[6]) épouse Colette Vignon-Carret[5].
                - Chantal Berliet épouse le 10 juillet 1965[7] Alain Mérieux (1938), industriel de la biologie, milliardaire et homme politique.
                  - Christophe Mérieux (1966-2006[8]), médecin et homme politique, mort noyé dans la piscine de la maison familiale du Montellier à la suite d'un malaise cardiaque, le 14 juillet 2006[9].
                  - Rodolphe Mérieux (1970-1996[10]), mort dans le crash du vol TWA 800[9].
                  - Alexandre Mérieux, (1974), président-directeur général du groupe BioMérieux[11]

## Demeures
- Villa Berliet, située dans le quartier de Montchat fait partie de ces grandes demeures bourgeoises de Lyon construites au XXe siècle, Monument historique Inscrit

## Pour approfondir